# Luigi Guardigli
Luigi Guardigli (Lugo, 20 luglio 1923 – Parigi, 19 settembre 2008) è stato un pittore e mosaicista italiano.

## Biografia
Luigi Guardigli nasce a Lugo di Ravenna nel 1923. A 18 anni si iscrive e frequenta il Liceo Artistico di belle arti di Ravenna.
Scoppia la guerra e dal 1943 al 1946 viene chiamato alle armi e viene arruolato nella Regia Marina (La Spezia), finito il conflitto mondiale si diploma nel 1948. Si iscrive alla Scuola di Pittura e Mosaico, sempre a Ravenna, e si diploma nel 1951. 
Dal 1951 al 1955 lavora con il Gruppo mosaicisti di Ravenna e restaura molti mosaici. Sempre nel 1951, fine novembre, arriva a Parigi per insegnare all'Ecole d'Art Italien, in qualità d'assistente del pittore Gino Severini, fondatore e direttore della scuola. Insieme ad un altro mosaicista, il ravennate Lino Melano, realizza opere di mosaico per artisti come Fernand Léger, Georges Braque, Marc Chagall, Jean Bazaine, Raoul Ubac e altri. 
Collabora anche al mosaico della facciata del Museo Leger a Biot (Alpi Marittime). Nel 1960 realizza, alla Colombe d'Or di Saint-Paul-de-Vence, un mosaico per il pittore Georges Braque. 
Nel 1961 si installa in un atelier de La Ruche nel passage de Dantzing a Parigi . Nel 1962 altra collaborazione con Braque, realizza una delle sue opere più note, la vasca dai pesci lunghi per la Fondazione Maeght di Saint-Paul-de-Vence. Continua le collaborazioni con moltissimi illustri artisti, non ultimo Jean-Michel Folon. 
Sono  molti i suoi lavori personali di mosaico e  pittura in collezione private e pubbliche. 
Signore nell'arte e nella vita con i suoi modi gentili e rispettosi finisce purtroppo ricoverato in una casa di riposo per anziani a Parigi, dove muore nel 2008.

## Alcuni lavori
- 1958 Sociètè d'Aquitaine" - Mosaico realizzato su disegno di A. Beaudin Av Hoche Paris
- 1958 Musèe Leger" - Mosaico realizzato con Melano su disegno Leger  Biot
- 1959 F Noain" - Mosaico realizzato su disegno di Suzanne Roger Parigi
- 1959 l'Usine d'embouteillage" - Mosaico realizzato su disegno di R. Ubac Evian-les-bains
- 1960 Colombe d'Or" - Mosaico realizzato su disegno di G. Braque St Paul de Vence
- 1961 France" - Mosaico realizzato su disegno di J. Bazaine Parigi
- 1962 Fondazione Maeght" - Mosaico realizzato su disegno di G. Braque St Paul de Vence
- 1963 Maison de la radio" - Mosaico realizzato su disegno di J. Bazaine Parigi
- 1963 Maison d'architecte" - Mosaico realizzato su disegno di J. Bazaine Septeuil Yvelines
- 1963 Clinique Universitaire" - Mosaico realizzato su disegno di J. Lacasse Freiburg im Breisgau (Germania)
- 1963 Maison d'architecte" - Mosaico realizzato su disegno di J. Bazaine Septeuil Yvelines
- 1964 groupe scolaire" - Mosaico realizzato su disegno di W. Mucha Argeles (Pyrenèes Oriental)
- 1965 CNRS" - Mosaico realizzato su disegno di Jullien Grenoble
- 1965 Hotel rue de l'Elysèe" - Mosaico realizzato su disegno di Marc Chagall Parigi
- 1965 Musèe d'Art Mural de Lund - Mosaico realizzato su disegno di J. Bazaine Suede
- 1966 Nuovo Parlamento di Gerusalemme" - Mosaico realizzato su disegno di Marc Chagall Israele
- 1966 Maison de Jeunen" - Mosaico realizzato su disegno di F Leger Corbeil
- 1982 Radio televisione Belga  - Mosaico realizzato su disegno di Jean-Michel Folon Bruxelles
- 1988 Ministero delle finanze - mosaico di 156 m² disegnato e realizzato da Guardigli Paris Bercy